# Herbita ulpianaria
Herbita ulpianaria är en fjärilsart som beskrevs av William Schaus 1923. Herbita ulpianaria ingår i släktet Herbita och familjen mätare. Inga underarter finns listade i Catalogue of Life.